# De Cambry de Baudimont
De Cambry de Baudimont is een notabele en adellijke Zuid-Nederlandse familie uit de streek van Doornik.

## Philippe de Cambry de Baudimont
Philippe François Joseph de Cambry de Baudimont (Doornik, 29 april 1782 - 15 februari 1824) was een zoon van Leon de Cambry, heer van Baudrimont en officier in het regiment Royal-Wallon, en van Anne-Catherine de le Vielleuze. Hij trouwde in 1807 met Thérèse de la Roche de Chabrière (1783-1863). Ze hadden tussen 1808 en 1823 negen kinderen, van wie er drie nog voor hun vader overleden. De weduwe bleef achter met zes kinderen, van wie de oudste zestien was. In augustus 1824, onder het Verenigd Koninkrijk der Nederlanden, verkreeg ze, zes maanden na het overlijden van haar man, adelserkenning voor haar kinderen, meer bepaald voor de vier overlevende zoons (zie hierna).

## Albert de Cambry de Baudimont
Albert René Louis Joseph de Cambry de Baudimont (Doornik, 12 mei 1809 - 25 februari 1886) was lid van de commissie voor de gevangenis van Doornik. In 1824, onder het Verenigd Koninkrijk der Nederlanden, kreeg hij erkenning in de erfelijke adel en in 1837 trouwde hij met Joséphine van den Branden de Reeth (1808-1895). Ze kregen zes kinderen, maar geen enkele trouwde. De familietak doofde uit in 1907.

## Emile de Cambry de Baudimont
Emile André Ghislain Joseph de Cambry de Baudimont (Doornik, 30 november 1810 - Helkijn, 18 januari 1861) kreeg in 1824, onder het Verenigd Koninkrijk der Nederlanden, erkenning in de erfelijke adel. Hij trouwde in 1832 met Eugénie Le Vaillant (1810-1864). Het echtpaar had een enige dochter en deze familietak doofde uit in 1905.

## Edouard de Cambry de Baudimont
- Edouard François Joseph Ghislain de Cambry de Baudimont (Doornik, 14 december 1812 - Celles, 26 augustus 1887) kreeg in 1824, onder het Verenigd Koninkrijk der Nederlanden, erkenning in de erfelijke adel. Hij werd burgemeester van Celles en trouwde met Adèle Houzeau de Milleville (1821-1848). Ze hadden drie dochters en een zoon.
  - Paul de Cambry de Baudimont (1846-1929) trouwde in 1870 met de dochter van zijn oom Prosper, Pauline de Cambry de Baudimont (1848-1922). Met afstammelingen tot heden.

## Prosper de Cambry de Baudimont
Prosper Ghislain Joseph de Cambry de Baudimont (Doornik, 18 september 1814 - 13 februari 1887) kreeg in 1824, onder het Verenigd Koninkrijk der Nederlanden, erkenning in de erfelijke adel. Hij trouwde met Marie-Félicie La Haise de Fontenelle (1818-1887). Met afstammelingen nog heden.